# Hyperborei Cavi
Hyperborei Cavi és una formació geològica de tipus cavus a la superfície de Mart, localitzada amb el sistema de coordenades planetocèntriques a 80.62 ° latitud N i 312.66 ° longitud E, que fa 43.11 km de diàmetre. El nom va ser aprovat per la UAI l'any 1988 i fa referència a una característica d'albedo.